# Quebrada de Aguas Blancas
La  quebrada de Aguas Blancas o río Hécar es un curso natural de agua que nace en las laderas de los volcanes Colachi y Acamarachi, desde donde fluye con dirección general poniente hasta desembocar en el Salar de Atacama en la Provincia El Loa, región de Antofagasta, Chile.
El mapa de las FF. AA. de los Estados Unidos de América las nombra "Aguas Blancas o Hecar". Sin embargo, Luis Risopatrón tiene para la "Hecar (Vegas de)" una entrada aparte, Hans Niemeyer también nombra a la quebrada como "río Hécar".

## Caudal y régimen
Su caudal alcanza los 220 a 240 l/s con lo que es el principal de los afluentes orientales del Salar de Atacama.: 175 

## Historia
Luis Risopatrón la menciona brevemente en su Diccionario jeográfico de Chile:: 10 
Aguas Blancas (Quebrada de). Con aguas constantes, potables,aunque algo astrinjentes, inadecuadas para el cultivo, corre hacia el W, en dirección al Salar de Atacama, al S de Toconao.
Hecar (Vegas de). Con pasto i leña en abundancia, están cruzadas por un arroyo de regular cantidad de agua de buena calidad i se encuentran a 3980 m de altitud, en las falda S del cerro del mismo nombre, hacia el E del pueblo de Toconao.

## Población, economía y ecología
El excesivo boro hace prácticamente inaprovechable en la agricultura las aguas de Aguas Blancas, salvo para el riego de pastos.: 175 